# KSK Beveren
El Koninklijke Sportkring Beveren (en español: Real Círculo Deportivo de Beveren), es un club de fútbol belga de la ciudad de Beveren en la provincia de Flandes Oriental. Actualmente compite en la Primera Provincial. El club tiene seis títulos importantes a nivel nacional. Ganó la liga de Bélgica dos veces, la Copa de Bélgica dos veces y la Supercopa de Bélgica dos veces. Todos estos trofeos se ganaron en un periodo de seis años, de 1978 a 1984, cuando el club disfrutó de una "generación dorada" con varios internacionales belgas en sus filas. Es el club más exitoso de la provincia de Flandes Oriental, por delante del KAA Gent, que tiene un título de liga, tres copas y una Supercopa de Bélgica, y su rival KSC Lokeren que ganó la copa nacional dos veces.
El KSK Beveren ha participado en competiciones europeas en varias ocasiones, siendo su mejor resultado alcanzar las semifinales de la Recopa 1978-79, en las que perdió frente al FC Barcelona. El club también fue conocido por la calidad del entrenamiento de porteros, cinco de los cuales han vestido la camiseta de la selección belga: Jean-Marie Pfaff, Filip De Wilde, Geert De Vlieger, Erwin Lemmens y Tristan Peersman.
En 2010, el club entró en inactividad y no presentó un primer equipo, sino solo equipos juveniles, así como un equipo femenino. Es esta sección la que mantiene “vivo” el número de matrícula 2300 de Beveren, los equipos masculinos ahora están siendo absorbidos por el Red Star Waasland, renombrado después Waasland-Beveren.

## Historia

### Fundación
Antes de la creación del eventual SK Beveren, ya había clubes activos en Beveren. El 28 de mayo de 1926, el club Beverse Standaard Football Club Beveren-Waes se unió a la Asociación Belga de Fútbol y se le asignó la matrícula n.º 737. Sin embargo desapareció el 28 de mayo de 1931.
El 1 de julio de 1934, el club se restableció con el nombre de Voetbalclub Sportkring Beveren. Un año después, el 6 de septiembre de 1935, este club se incorporó oficialmente a la Asociación Belga de Fútbol bajo el nombre de Sportkring Beveren-Waes y se le asignó el número de matrícula 2300.
En la temporada 1943-1944 alcanzó por primera vez el máximo nivel provincial. Después de dos cuartos lugares, el club quedó en segundo lugar en 1947. Una temporada decepcionante que resultó en el octavo lugar finalmente fue seguida por el título de la serie en 1949.
Ese año ascendieron por primera vez a Tercera Nacional. El club siguió jugando allí hasta que descendió a la recién creada Cuarta División en 1960.

Escudo histórico

### Ascenso de Cuarta a Primera en 6 años con la Generación Dorada
Después de tres años en Cuarta División, SK Beveren-Waas se hizo con el título de su grupo y pudo volver a Tercera División en la campaña 62/63. El club mejoró mucho en los años siguientes, a la tercera temporada en Tercera salió campeón y ascendió a Segunda División en 1966. Bajo el impulso de 'la Generación Dorada', que estuvo integrada por jugadores como: Wilfried Van Moer, Paul Vangenechten, Jean Janssens, Omer Janssens, Robert Rogiers y Freddy Buyl. Se contrató al entrenador Guy Thys y bajo su dirección el equipo disputó su primer año en Segunda. En 1967 ascendió a Primera División por primera vez en su existencia, el más alto nivel nacional en Bélgica. Incluso se clasificó para competición europea en la temporada 1969-70 al terminar quinto en la clasificación final. Como resultado jugó en la Copa de Ferias (la antecesora de la Copa UEFA) en la temporada 1970-71, eliminando sorprendentemente al Valencia en la segunda ronda, cayendo contra el Arsenal en la tercera ronda.
El SK Beveren-Waas permaneció en Primera División hasta 1972 y luego descendió a Segunda División, pero gracias al título pudo regresar a Primera División después de tan solo un año.

### Finales de los 70 y principios de los 80: los años del 'pequeño Anderlecht'
En 1978 se acorta el nombre del club a Sportkring Beveren y eso marcó el comienzo de los "años dorados". En esa temporada llegó por primera vez a la final de la Copa de Bélgica, ganó al Sporting Charleroi por 2-0 y consigue su primer título. En la siguiente temporada logró su mayor éxito hasta el momento en la competición liguera, logrando el título de campeón de liga por primera vez en su historia. El SK Beveren también tuvo una muy buena actuación europea ese año, eliminando al Inter de Milán en los cuartos de final de la Recopa, al empatar 0-0 en Milán y ganar 1-0 en casa. Sólo perdió en las semifinales contra el FC Barcelona (a la postre campeón), al perder 0-1 en casa y fuera. En parte debido a esto, el SK Beveren era conocido en ese período como el "pequeño Anderlecht", contando con jugadores de la talla de Jean-Marie Pfaff, Paul Vangenechten, Heinrich Schönberger, Erwin Albert, Marc Baecke, Albert Cluytens, Wim Hofkens, Jean Janssens, Eddy Jaspe y Freddy Buyl. En ese periodo, Pfaff (1978) y Janssens (1979) ganaron la Bota de Oro de Bélgica y Albert se proclamó Máximo Goleador de Primera División. En 1980 llegó a otra final de Copa, pero perdió 2-1 ante Waterschei Thor. Varios jugadores llegaron a ser llamados a la selección belga, con Pfaff, Baecke y Van Moer siendo seleccionados para disputar la Copa Mundial de la FIFA 1982 en España. En 1983 llegó a la final de la Copa de Bélgica por tercera vez en cinco años, ganando su segunda copa contra el Club Brugge por 3-1. En 1984 SK Beveren se proclamó Campeón de Liga de Bélgica por segunda vez con jugadores como Heinz Schönberger, Ronny Martens, Erwin Albert, Marc Baecke, Peter Creve, Filip De Wilde, Julien Lodders, Eddy Jaspers, Danny Pfaff y Paul Theunis. En el 50 aniversario en 1984, el club recibió el título Real y desde entonces continuó como Koninklijke Sportkring (KSK) Beveren, este cambio de nombre no trajo el éxito que tuvo el cambio de nombre anterior.

### Finales de los 80 y 90: Declive
Después del campeonato de 1984, los mejores jugadores se fueron y muchos estaban al final de sus carreras, por lo que el nivel bajó y los resultados fueron cada vez peor. El canto de cisne fue una 4.ª Final en la Copa de Bélgica 1985, que se disputó tras los trágicos sucesos de Heysel la semana anterior. Tras los 90 minutos reglamentarios quedó 1-1 y perdió en penaltis ante el Cercle Brugge. En 1990, tras una estancia ininterrumpida de 17 años en la máxima división, vuelve a descender a Segunda División. Sin embargo, la estancia en Segunda División se limitó a una sola campaña. Gracias al entrenador Johan Boskamp, el equipo mejoró por primera vez en mucho tiempo y volvió a haber ambiente en el estadio Freethiel. También significó el gran avance de Peter van Vossen, quien logró arreglar una transferencia al Anderlecht y 3 años después se convirtió en el primer exjugador del Beveren en ganar la Liga de Campeones con el Ajax de Amsterdam. Marnik Bogaerts marcó en la temporada 1992-1993 el milésimo gol del club en Primera División. Boskamp sentó las bases para un renacimiento y, bajo la dirección de Jos Daerden, siguieron temporadas sin preocupaciones en la zona media. La temporada 1995-1996 todavía comenzó en la línea de las temporadas anteriores, pero después de unos meses el equipo se hundió por completo. teniendo finalmente como consecuencia su descenso a Segunda División en mayo de 1996. Un año más tarde en mayo de 1997, el KSK Beveren asciende en Turnhout en la última jornada de liga. Sin embargo, los problemas financieros pasaron factura, provocando que el nivel cayera aún más año tras año. En los años que siguieron en Primera, logró salvarse del descenso en el último momento.

### Principios delsigloXXI: resurrección con jugadores de Costa de Marfil
Durante la temporada 2001-2002, el club terminó en puesto de descenso, pero se salvó debido a que Eendracht Aalst y RWDM no tenían licencia. El presidente Frans van Hoof nombró a Jean-Marc Guillou como director deportivo y le dio gran libertad en cuanto a la política del club. La entidad, que atravesaba serios problemas económicos y deportivos, revivió las siguientes temporadas gracias a la llegada de muchos jóvenes costamarfileños de la academia de fútbol ASEC Mimosas de Abiyán (Costa de Marfil). Y una colaboración realizada por Guillou con el Arsenal donde su amigo Arsène Wenger era entrenador, por lo que jugadores como Graham Stack e Igors Stepanovs fueron alquilados al KSK Beveren. Sin embargo, quedó claro desde el principio que la colaboración con el Arsenal no trajo lo que se esperaba, por ejemplo, jugadores de menor calidad se quedaron en el Beveren. Afortunadamente, los jóvenes jugadores marfileños eran de un nivel excepcionalmente alto. Algunos de ellos acabaron en la cima europea absoluta tras su paso por el club, como Eboué y Gervinho en el Arsenal, Boka en el Stuttgart o Romaric en el Sevilla por citar los más importantes. Yaya Touré incluso logró ganar la Champions League de 2009 con el FC Barcelona y se convirtió en el segundo exjugador del Beveren en ganar el máximo galardón europeo.
En la temporada 2003/04 Beveren disputó una final de la Copa de Bélgica por 5.ª vez en su historia, el rival fue el Club Brugge, la final se disputó en el Estadio Rey Balduino. La perdió 4-2, pero aun así obtuvo plaza para la Copa de la UEFA porque el Brujas terminó segundo en la liga y calificó para las rondas preliminares de la Liga de Campeones. KSK Beveren logró sobrevivir a la primera ronda de la temporada 2004-2005 de la Copa de la UEFA y avanzar a la ronda de grupos. En parte debido a la falta de experiencia, Beveren no pudo ganar un solo partido y fue eliminado. El partido perdido por 1-0 en Heerenveen el 15 de diciembre de 2005 se conoce como el último partido europeo del club.

### Finales de la década de 2000: el principio del fin
El 9 de marzo de 2006, el entrenador Vincent Dufour y el director deportivo Jean-Marc Guillou fueron cesados. Como resultado, Edy de Bolle fue ascendido provisionalmente de segundo entrenador a entrenador. Walter Meeuws fue contratado como nuevo entrenador para la temporada 2006/07. Sin embargo, fue cesado en marzo de 2007 tras malos resultados. Edy De Bolle se hizo cargo hasta el final de la temporada, que fue difícil. Sobre todo en la segunda vuelta, el club apenas logró resultados positivos, y solo se llevó una victoria. En mayo, poco antes de finalizar la temporada, se habló con el KSC Lokeren sobre una posible fusión, con el objetivo de crear un club fuerte en el Waasland que se encontró con la oposición de muchos simpatizantes. Estas negociaciones finalmente se rompieron. Después de perder 3-2 ante el Sint-Truidense VV en la última jornada de liga, cayó a la última posición y descendió a Segunda División después de diez temporadas.
Como recién descendido comenzó la temporada 2007/08 como favorito al ascenso, y después de un comienzo vacilante con el entrenador y ex internacional Alex Czerniatynski, se abrió camino hasta un lugar entre los candidatos de la ronda final. Gracias en parte a los goles del recién llegado Ebrahim Savaneh que acabó segundo en la tabla de máximos goleadores con 21 goles. Sin embargo, el club todavía tenía preocupaciones de dinero, y el núcleo de la plantilla consistía más y más en jugadores jóvenes a los que se les daba su primera oportunidad. En parte debido a esto, Beveren tuvo que lidiar con un revés en la segunda vuelta, y el equipo finalmente solo terminó en un noveno lugar. Sin embargo, a través de la campaña "KSKB olé" se recaudaron unos 600.000 euros para terminar la temporada. Por lo tanto, el presidente Dirk Verelst pudo continuar con sus planes. Tras esta temporada, los últimos jugadores marfileños se marcharon y se cerró una era para muchos.
Junto con la contratación de dos exjugadores del Beveren, Marc Van Britsom y Heinz Schönberger, como entrenadores asistentes y algunos traspasos, se dio una señal a la afición de que el equipo no quería resignarse a ser mera comparsa en Segunda División. La temporada 2008-2009 parecía una reedición de la anterior. El equipo nuevamente no pudo aguantar en la parte alta y hacia el final de la temporada cayó a la mitad de la tabla. Aunque el presidente Verelst había realizado cuatro compras (Cousin, Kokot, Lacroix, Mulisa) en el mercado de invierno que deberían asegurar al club al menos el play-off, parecía que no había más energía en el equipo de Czernia. Se cesó al entrenador antes del final de la temporada. Beveren terminó en el puesto 13.

### 2010: el final temporal en el fútbol profesional
En 2009 se intentó que Johan Boskamp volviera al club y que firmara un contrato por 3 temporadas, en el que se reservaba un papel destacado a los canteranos belgas. Sin embargo fue despedido el 27 de diciembre de 2009 debido a resultados decepcionantes, en parte causados por su larga ausencia debido a una grave infección pulmonar. Por aquel entonces, el ambicioso Beveren ocupaba el penúltimo puesto de la Segunda División. Boskamp fue reemplazado interinamente por David Penneman. El 22 de abril de 2010 se anunció que el club no solicitaría la licencia para la Segunda División, con lo que sería descendido voluntariamente a la Tercera División. Bajo la presión del alcalde Marc Van de Vijver se decidió en la primavera de 2010 fusionar el primer equipo y los equipos juveniles con RS Waasland, el Ayuntamiento de Beveren propietario del estadio Freethiel se negó a seguir invirtiendo en infraestructura si el club entraba en Tercera División. En última instancia, querían posponer la fusión hasta después de la temporada 2010/11, porque la solicitud no se presentó a tiempo según las normas de la Asociación Belga de Fútbol. En cambio, KSK Beveren decidió no participar más en la competencia con el equipo masculino la temporada siguiente, sino solo con sus equipos juveniles. Una fusión oficial finalmente fracasó y, como una "alternativa digna", el vecino Red Star Waasland se convirtió en KVRS Waasland-SK Beveren y este club fue a jugar al estadio del KSK Beveren en la temporada 2011/12. En parte debido a esto, el 75 aniversario del primer equipo de KSK Beveren llegó a su fin.
Sin embargo, la matrícula número 2300 no se eliminó: el KSK Beveren comenzó en 2009 con un equipo femenino, por lo que el club con el número básico 2300 podría seguir activo en el fútbol femenino. En enero de 2011, los seguidores del KSK Beveren que no estaban de acuerdo con la desaparición del equipo masculino original fundaron el vzw Eskabee 1935 para revivir al KSK Beveren como un club de fútbol de pleno derecho. La organización sin fines de lucro Eskabee 1935 logró su objetivo y se unió a la KBVB con el nuevo club de fútbol Yellow Blue Beveren y el número de registro 9577. A partir de 2011/12, ese club comenzó en el nivel más bajo, Cuarta Provincial.

### Matrícula 2300
En 2018, Yellow Blue Beveren intentó por primera vez hacerse con el legendario número de matrícula 2300 al intentar fusionarse con la oenegé KSK Beveren. La intención era volver a poner en marcha un equipo masculino con el número 2300. Desde que en 2011 se celebraron acuerdos contractuales entre Waasland-Beveren y KSK Beveren con respecto a la organización sin fines de lucro y la matrícula 2300, se afirmó que no se crearía ningún equipo masculino autorizado a competir con el número 2300, la Real Asociación Belga no quiso pronunciarse sobre esta solicitud. Tanto KSK Beveren como Yellow Blue apelaron ante el Tribunal de Arbitraje Deportivo de Bélgica (BAS). Waasland-Beveren intervino voluntariamente en este procedimiento y expresó su oposición a esta fusión refiriéndose nuevamente a los acuerdos existentes. El miércoles 13 de noviembre de 2019, la asociación sin ánimo de lucro KSK Beveren demandó al club Waasland-Beveren ante el Enterprise Court de Gante, departamento de Dendermonde, para poder utilizar de nuevo la matrícula 2300 para el fútbol masculino y juvenil. El 1 de julio de 2020, el tribunal dictaminó que el acuerdo no podía rescindirse unilateralmente, KSK Beveren apeló esta decisión. A fines de octubre de 2021, Waasland-Beveren pasó por completo a manos estadounidenses y se rompió por completo con el pasado a nivel administrativo. El miércoles 3 de noviembre de 2021, el nuevo director ejecutivo de Waasland-Beveren, Antoine Gobin, envió una carta certificada al directorio de KSK Beveren. En esto, se acercó a la junta directiva de KSK Beveren para encontrar una solución juntos para que KSK Beveren y su número puedan jugar en el Freethiel nuevamente. Después de una reunión general celebrada el jueves 4 de noviembre de 2021, los miembros de AV acordaron tener una reunión exploratoria con el director ejecutivo de Waasland-Beveren. El 6 de junio de 2022, la Asamblea General de la asociación sin fines de lucro KSK Beveren se reunió nuevamente para votar una colaboración con Waasland-Beveren. En esta Asamblea General se aprobó concluir un acuerdo que hace que un período miserable en la historia del fútbol de Beveren sea cosa del pasado. Los dos clubes comenzarán con el mismo logotipo histórico de KSK Beveren de la temporada 2022-2023.
Waasland-Beveren se llama SK Beveren desde el 1 de julio de 2022 y juega con el número de tribu 4068 en la Segunda División, Yellow Blue SK Beveren se convirtió en KSK Beveren y de ahora en adelante juega con el número de matrícula 2300 en Primera Provincial.

### 2022: un nuevo comienzo
Debido al acuerdo entre SK Beveren y KSK Beveren, a partir de la temporada 2022-2023, por primera vez desde 2010, volverá a participar un equipo masculino con el número de matrícula 2300.
KSK Beveren es el primer club de fútbol en Bélgica que está completamente controlado por seguidores y está sujeto a los principios de Supporters Direct.

## Palmarés

### Torneos nacionales
- Jupiler League (2):1979, 1984
- Copa de Bélgica (2):1978, 1983
- Supercopa de Bélgica (2): 1979, 1984
- Segunda División de Bélgica (4):1967, 1973, 1991, 1997

## Participación en competiciones europeas UEFA
| Temporada | Competición      | Ronda        | Club                  | Cómputo global | Ida     | Vuelta     |
| --------- | ---------------- | ------------ | --------------------- | -------------- | ------- | ---------- |
| 1970/71   | Copa de Ferias   | 1R           | Wiener Sport-Club     | 5-0            | 2-0 (F) | 3-0 (C)    |
| 1970/71   | Copa de Ferias   | 2R           | Valencia CF           | 2-1            | 1-0 (F) | 1-1 (C)    |
| 1970/71   | Copa de Ferias   | 3R           | Arsenal FC            | 0-4            | 0-4 (F) | 0-0 (C)    |
| 1978/79   | Recopa de Europa | 1R           | Ballymena United      | 6-0            | 3-0 (C) | 3-0 (F)    |
| 1978/79   | Recopa de Europa | 1/8          | NK Rijeka             | 2-0            | 0-0 (F) | 2-0 (C)    |
| 1978/79   | Recopa de Europa | 1/4          | Internazionale        | 1-0            | 0-0 (F) | 1-0 (C)    |
| 1978/79   | Recopa de Europa | 1/2          | FC Barcelona          | 0-2            | 0-1 (F) | 0-1 (C)    |
| 1979/80   | Copa de Europa   | 1R           | Servette FC Genève    | 2-4            | 1-3 (F) | 1-1 (C)    |
| 1981/82   | UEFA Cup         | 1R           | Linfield FC           | 8-0            | 3-0 (C) | 5-0 (F)    |
| 1981/82   | UEFA Cup         | 2R           | HNK Hajduk Split      | 4-4 u          | 2-3 (C) | 2-1 (F)    |
| 1983/84   | Recopa de Europa | 1R           | Enosis Neon Paralimni | 7-3            | 4-2 (F) | 3-1 (C)    |
| 1983/84   | Recopa de Europa | 1/8          | Aberdeen FC           | 1-4            | 0-0 (C) | 1-4 (F)    |
| 1984/85   | Copa de Europa   | 1R           | ÍA Akranes            | 7-2            | 2-2 (F) | 5-0 (C)    |
| 1984/85   | Copa de Europa   | 1/8          | IFK Göteborg          | 2-2 u          | 0-1 (F) | 2-1 nv (C) |
| 1986/87   | UEFA Cup         | 1R           | Vålerenga IF          | 1-o            | 1-0 (C) | 0-0 (F)    |
| 1986/87   | UEFA Cup         | 2R           | Athletic Bilbao       | 4-3            | 3-1 (C) | 1-2 (F)    |
| 1986/87   | UEFA Cup         | 1/8          | Torino Calcio         | 1-3            | 1-2 (F) | 0-1 (C)    |
| 1987/88   | UEFA Cup         | 1R           | Bohemians Praga       | 2-1            | 2-0 (C) | 0-1 (F)    |
| 1987/88   | UEFA Cup         | 2R           | Vitória SC            | 1-1 (4-5 ns)   | 0-1 (F) | 1-0 nv (C) |
| 1995      | Intertoto Cup    | Grupo 9      | Ceahlăul Piatra Neamț | 0-2            | 0-2 (C) |            |
| 1995      | Intertoto Cup    | Grupo 9      | Boby Brno             | 2-3            | 2-3 (F) |            |
| 1995      | Intertoto Cup    | Grupo 9      | FC Groningen          | 2-2            | 2-2 (C) |            |
| 1995      | Intertoto Cup    | Grupo 9 (3e) | Etar Veliko Tarnovo   | 2-1            | 2-1 (F) |            |
| 2004/05   | UEFA Cup         | 2Q           | FC Vaduz              | 5-2            | 3-1 (C) | 2-1 (F)    |
| 2004/05   | UEFA Cup         | 1R           | Levski Sofia          | 2-1            | 1-1 (F) | 1-0 (C)    |
| 2004/05   | UEFA Cup         | Grupo G      | VfB Stuttgart         | 1-5            | 1-5 (C) |            |
| 2004/05   | UEFA Cup         | Grupo G      | GNK Dinamo Zagreb     | 1-6            | 1-6 (F) |            |
| 2004/05   | UEFA Cup         | Grupo G      | SL Benfica            | 0-3            | 0-3 (C) |            |
| 2004/05   | UEFA Cup         | Grupo G (5e) | sc Heerenveen         | 0-1            | 0-1 (F) |            |

## Temporada a temporada
| 1943/44 |    |    |     |     | 4   |     | Segunda Prov. O-Vl.                                   | 36                                                    |                                                                |                                                       |                                        |                                        |
| 1945/46 |    |    |     |     | 4   |     | Segunda Prov. O-Vl.                                   | 41                                                    |                                                                |                                                       |                                        |                                        |
| 1946/47 |    |    |     |     | 2   |     | Segunda Prov. O-Vl.                                   | 45                                                    |                                                                |                                                       |                                        |                                        |
| 1947/48 |    |    |     |     | 8   |     | Segunda Prov. O-Vl.                                   | 32                                                    |                                                                |                                                       |                                        |                                        |
| 1948/49 |    |    |     |     | 1   |     | Segunda Prov. O-Vl.                                   | 47                                                    |                                                                |                                                       |                                        |                                        |
| 1949/50 |    |    | 4   |     |     |     | Tercera B                                             | 34                                                    |                                                                |                                                       |                                        |                                        |
| 1950/51 |    |    | 7   |     |     |     | Tercera B                                             | 30                                                    |                                                                |                                                       |                                        |                                        |
| 1951/52 |    |    | 5   |     |     |     | Tercera B                                             | 35                                                    |                                                                |                                                       |                                        |                                        |
|         | I  | II | III | IV  | P.I | P.2 | desde 1952/53 hay 4 niveles nacionales                | desde 1952/53 hay 4 niveles nacionales                | desde 1952/53 hay 4 niveles nacionales                         | desde 1952/53 hay 4 niveles nacionales                | desde 1952/53 hay 4 niveles nacionales | desde 1952/53 hay 4 niveles nacionales |
| 1952/53 |    |    | 4   |     |     |     | Tercera B                                             | 34                                                    |                                                                |                                                       |                                        |                                        |
| 1953/54 |    |    | 9   |     |     |     | Tercera A                                             | 28                                                    |                                                                |                                                       |                                        |                                        |
| 1954/55 |    |    | 13  |     |     |     | Tercera B                                             | 22                                                    |                                                                |                                                       |                                        |                                        |
| 1955/56 |    |    | 8   |     |     |     | Tercera A                                             | 28                                                    |                                                                |                                                       |                                        |                                        |
| 1956/57 |    |    | 12  |     |     |     | Tercera B                                             | 26                                                    |                                                                |                                                       |                                        |                                        |
| 1957/58 |    |    | 12  |     |     |     | Tercera A                                             | 24                                                    |                                                                |                                                       |                                        |                                        |
| 1958/59 |    |    | 13  |     |     |     | Tercera B                                             | 21                                                    |                                                                |                                                       |                                        |                                        |
| 1959/60 |    |    | 15  |     |     |     | Tercera B                                             | 14                                                    |                                                                |                                                       |                                        |                                        |
| 1960/61 |    |    |     | 2   |     |     | Cuarta D                                              | 44                                                    | mismos puntos que KSV Sottegem, pero más partidos perdidos     |                                                       |                                        |                                        |
| 1961/62 |    |    |     | 3   |     |     | Cuarta B                                              | 38                                                    |                                                                |                                                       |                                        |                                        |
| 1962/63 |    |    |     | 1   |     |     | Cuarta B                                              | 54                                                    |                                                                |                                                       |                                        |                                        |
| 1963/64 |    |    | 3   |     |     |     | Tercera B                                             | 38                                                    |                                                                |                                                       |                                        |                                        |
| 1964/65 |    |    | 3   |     |     |     | Tercera A                                             | 34                                                    |                                                                |                                                       |                                        |                                        |
| 1965/66 |    |    | 1   |     |     |     | Tercera B                                             | 45                                                    |                                                                |                                                       |                                        |                                        |
| 1966/67 |    | 1  |     |     |     |     | Segunda                                               | 43                                                    | mismos puntos que Olympic Charleroi                            |                                                       |                                        |                                        |
| 1967/68 | 13 |    |     |     |     |     | Primera                                               | 25                                                    |                                                                |                                                       |                                        |                                        |
| 1968/69 | 6  |    |     |     |     |     | Primera                                               | 33                                                    |                                                                |                                                       |                                        |                                        |
| 1969/70 | 5  |    |     |     |     |     | Primera                                               | 36                                                    |                                                                |                                                       |                                        |                                        |
| 1970/71 | 7  |    |     |     |     |     | Primera                                               | 30                                                    |                                                                |                                                       |                                        |                                        |
| 1971/72 | 16 |    |     |     |     |     | Primera                                               | 16                                                    |                                                                |                                                       |                                        |                                        |
| 1972/73 |    | 1  |     |     |     |     | Segunda                                               | 43                                                    |                                                                |                                                       |                                        |                                        |
| 1973/74 | 10 |    |     |     |     |     | Primera                                               | 27                                                    |                                                                |                                                       |                                        |                                        |
| 1974/75 | 12 |    |     |     |     |     | Primera                                               | 34                                                    |                                                                |                                                       |                                        |                                        |
| 1975/76 | 6  |    |     |     |     |     | Primera                                               | 44                                                    |                                                                |                                                       |                                        |                                        |
| 1976/77 | 13 |    |     |     |     |     | Primera                                               | 31                                                    |                                                                |                                                       |                                        |                                        |
| 1977/78 | 5  |    |     |     |     |     | Primera                                               | 40                                                    |                                                                | Campeón                                               |                                        |                                        |
| 1978/79 | 1  |    |     |     |     |     | Primera                                               | 49                                                    |                                                                |                                                       |                                        |                                        |
| 1979/80 | 11 |    |     |     |     |     | Primera                                               | 32                                                    |                                                                | Finalista                                             |                                        |                                        |
| 1980/81 | 4  |    |     |     |     |     | Primera                                               | 41                                                    |                                                                |                                                       |                                        |                                        |
| 1981/82 | 7  |    |     |     |     |     | Primera                                               | 37                                                    |                                                                |                                                       |                                        |                                        |
| 1982/83 | 6  |    |     |     |     |     | Primera                                               | 40                                                    |                                                                | Campeón                                               |                                        |                                        |
| 1983/84 | 1  |    |     |     |     |     | Primera                                               | 51                                                    |                                                                |                                                       |                                        |                                        |
| 1984/85 | 5  |    |     |     |     |     | Primera                                               | 41                                                    |                                                                | Finalista                                             |                                        |                                        |
| 1985/86 | 5  |    |     |     |     |     | Primera                                               | 40                                                    |                                                                |                                                       |                                        |                                        |
| 1986/87 | 5  |    |     |     |     |     | Primera                                               | 44                                                    |                                                                |                                                       |                                        |                                        |
| 1987/88 | 14 |    |     |     |     |     | Primera                                               | 27                                                    |                                                                |                                                       |                                        |                                        |
| 1988/89 | 12 |    |     |     |     |     | Primera                                               | 28                                                    |                                                                |                                                       |                                        |                                        |
| 1989/90 | 17 |    |     |     |     |     | Primera                                               | 24                                                    |                                                                |                                                       |                                        |                                        |
| 1990/91 |    | 1  |     |     |     |     | Segunda                                               | 48                                                    |                                                                |                                                       |                                        |                                        |
| 1991/92 | 12 |    |     |     |     |     | Primera                                               | 29                                                    |                                                                |                                                       |                                        |                                        |
| 1992/93 | 8  |    |     |     |     |     | Primera                                               | 37                                                    |                                                                |                                                       |                                        |                                        |
| 1993/94 | 9  |    |     |     |     |     | Primera                                               | 33                                                    |                                                                |                                                       |                                        |                                        |
| 1994/95 | 10 |    |     |     |     |     | Primera                                               | 32                                                    |                                                                |                                                       |                                        |                                        |
| 1995/96 | 17 |    |     |     |     |     | Primera                                               | 27                                                    |                                                                |                                                       |                                        |                                        |
| 1996/97 |    | 1  |     |     |     |     | Segunda                                               | 67                                                    |                                                                |                                                       |                                        |                                        |
| 1997/98 | 16 |    |     |     |     |     | Primera                                               | 32                                                    |                                                                |                                                       |                                        |                                        |
| 1998/99 | 15 |    |     |     |     |     | Primera                                               | 30                                                    |                                                                |                                                       |                                        |                                        |
| 1999/00 | 15 |    |     |     |     |     | Primera                                               | 35                                                    |                                                                |                                                       |                                        |                                        |
| 2000/01 | 14 |    |     |     |     |     | Primera                                               | 35                                                    |                                                                |                                                       |                                        |                                        |
| 2001/02 | 18 |    |     |     |     |     | Primera                                               | 14                                                    | evita descenso por desaparición de RWDM y Eendracht Aalst      |                                                       |                                        |                                        |
| 2002/03 | 11 |    |     |     |     |     | Primera                                               | 38                                                    |                                                                |                                                       |                                        |                                        |
| 2003/04 | 12 |    |     |     |     |     | Primera                                               | 38                                                    |                                                                | Finalista                                             |                                        |                                        |
| 2004/05 | 16 |    |     |     |     |     | Primera                                               | 32                                                    |                                                                |                                                       |                                        |                                        |
| 2005/06 | 16 |    |     |     |     |     | Primera                                               | 33                                                    |                                                                |                                                       |                                        |                                        |
| 2006/07 | 18 |    |     |     |     |     | Primera                                               | 25                                                    |                                                                |                                                       |                                        |                                        |
| 2007/08 |    | 9  |     |     |     |     | Segunda                                               | 48                                                    |                                                                |                                                       |                                        |                                        |
| 2008/09 |    | 13 |     |     |     |     | Segunda                                               | 45                                                    |                                                                |                                                       |                                        |                                        |
| 2009/10 |    | 18 |     |     |     |     | Segunda                                               | 36                                                    | ronda de descenso, eligió el descenso voluntario y desapareció |                                                       |                                        |                                        |
|         | 1A | 1B | 1Am | 2Am | 3Am | P.1 | desde 2016-17 hay 3 niveles nacionales y 2 regionales | desde 2016-17 hay 3 niveles nacionales y 2 regionales | desde 2016-17 hay 3 niveles nacionales y 2 regionales          | desde 2016-17 hay 3 niveles nacionales y 2 regionales |                                        |                                        |
| 2022/23 |    |    |     |     |     | 4   | Primera Prov. O-Vl.                                   | 51                                                    | perdió ronda de ascenso contra Fenixx Beigem (2-0)             |                                                       |                                        |                                        |
| 2023/24 |    |    |     |     |     | 4   | Primera Prov. O-Vl.                                   | 48                                                    |                                                                |                                                       |                                        |                                        |
| 2024/25 |    |    |     |     |     | 3   | Primera Prov. O-Vl.                                   | 53                                                    |                                                                |                                                       |                                        |                                        |